# Heinz Bellen
Heinz Bellen (* 1. August 1927 in Neuss; † 27. Juli 2002 in Mainz) war ein deutscher Althistoriker.
Der Sohn einer Kaufmannsfamilie bestand 1947 am Görres-Gymnasium in Düsseldorf das Abitur. Danach war er als kaufmännischer Angestellter tätig. Seit 1949 studierte er Geschichte und Altphilologie an der Universität zu Köln. 1955 wurde er dort durch Hans Volkmann promoviert mit der Arbeit Beiträge zur Rechtsprechung der stadtrömischen Gerichte unter dem Principat des Gaius und Claudius. Außerdem bestand er im selben Jahr das Staatsexamen für das Lehramt an Schulen. In den Jahren 1955 bis 1962 war Bellen im Schuldienst tätig. 1962 bekam er am Institut für Altertumskunde der Universität zu Köln eine Assistentenstelle und habilitierte sich dort 1968 mit Studien zur Sklavenflucht im römischen Kaiserreich. An der Universität zu Köln wurde er 1969 zum Wissenschaftlichen Rat und Professor ernannt. Es folgte seine Berufung zum ordentlichen Professor für Alte Geschichte an der Universität Mainz im Jahre 1974 als Nachfolger von Hans Ulrich Instinsky. 1993 wurde er emeritiert.
Heinz Bellen leitete bis zu seinem Tod zusammen mit Heinz Heinen das von der Deutschen Forschungsgemeinschaft geförderte Projekt und die zugehörige Arbeitsstelle „Antike Sklaverei“. Seit 1975 war er korrespondierendes und seit 1978 ordentliches Mitglied der Akademie der Wissenschaften und der Literatur Mainz. Ab 1978 hatte er den Vorsitz der Kommission für Geschichte des Altertums und die Leitung des Projektes „Antike Sklaverei“ für fast 25 Jahre inne. Das Projekt wurde eines der erfolgreichsten der internationalen Sklavenforschung. Unter seiner Leitung sind in der Reihe Forschungen zur antiken Sklaverei 27 Bände erschienen.

## Schriften (Auswahl)
Monografien
- Politik – Recht – Gesellschaft. Studien zu alten Geschichte (= Historia. Einzelschriften. H. 115). Steiner, Stuttgart 1997, ISBN 3-515-07150-4.
- Grundzüge der römischen Geschichte. 3 Bände. Wissenschaftliche Buchgesellschaft, Darmstadt 1994–2003 (mehrere Ausgaben und Auflagen);
  - Band 1: Von der Königszeit bis zum Übergang der Republik in den Prinzipat. 1994, ISBN 3-534-02726-4;
  - Band 2: Die Kaiserzeit von Augustus bis Diocletian. 1998, ISBN 3-534-12439-1;
  - Band 3: Die Spätantike von Constantin bis Justinian. Anhang von Johannes Deißler. 2003, ISBN 3-534-13496-6.
- Metus Gallicus – metus Punicus. Zum Furchtmotiv in der römischen Republik (= Akademie der Wissenschaften und der Literatur Mainz. Geistes- und Sozialwissenschaftliche Klasse. Abhandlungen der Geistes- und Sozialwissenschaftlichen Klasse. Jg. 1985, Nr. 3). Steiner, Stuttgart 1985, ISBN 3-515-04557-0.
- Studien zur Sklavenflucht im römischen Kaiserreich (= Forschungen zur antiken Sklaverei. 4, ISSN 0071-7665). Steiner, Wiesbaden 1971 (Teilweise zugleich: Köln, Universität, Habilitations-Schrift, 1967/1968).
- Die germanische Leibwache der römischen Kaiser des julisch-claudischen Hauses (= Akademie der Wissenschaften und der Literatur Mainz. Geistes- und Sozialwissenschaftliche Klasse. Abhandlungen der Geistes- und Sozialwissenschaftlichen Klasse. Jg. 1981, Nr. 1). Steiner, Wiesbaden 1981, ISBN 3-515-03491-9.
- Beiträge zur Rechtsprechung der stadtrömischen Gerichte unter dem Prinzipat des Gaius und Claudius. Köln 1955 (zugleich: Köln, Universität, Dissertation, 1955).

Herausgeberschaften
- mit Heinz Heinen: Fünfzig Jahre Forschungen zur antiken Sklaverei an der Mainzer Akademie 1950–2000. Miscellanea zum Jubiläum (= Forschungen zur antiken Sklaverei. 35). Steiner, Stuttgart 2001, ISBN 3-515-07968-8.